# Southbyaceae
Southbyaceae, porodica jetrenjarki, dio podreda Jungermanniineae. Opisana je 2012. godine, a sastoji se od dva roda

## Rodovi
1. Gongylanthus Nees
2. Southbya Spruce